# بيدرو تشافيس
بيدرو تشافيس (بالبرتغالية: Pedro Chaves‏) هو سائق فورمولا 1 برتغالي، ولد في 27 فبراير 1965 في بورتو في البرتغال.

## روابط خارجية
- بيدرو تشافيس على موقع eWRC-results.com (الإنجليزية)